# Nicolas Pépé
Nicolas Pépé (Mantes-la-Jolie, 29 de maio de 1995) é um futebolista francês naturalizado marfinense que atua como atacante e Ponta-direita. Atualmente defende o Villarreal.

## Carreira

### Lille
Em 21 de junho de 2017 Pépé assinou um contrato de cinco anos com o Lille Olympique, por uma taxa máxima de transferência de € 10 milhões. Durante a temporada da Ligue 1 em 2017-18, ele foi regular no LOSC, que por pouco evitou o rebaixamento, faltando apenas dois jogos e marcando 13 vezes, incluindo duas vitórias fora em Metz e Toulouse.
Em 15 de setembro de 2018, Pépé fez um "hat-trick", na vitória por 3-2 da Ligue 1 fora de casa sobre Amiens. Foi confirmado pelo presidente do clube, Gérard Lopez, dias depois que o Barcelona estava interessado em contratá-lo. 
Pépé teve uma excelente temporada 2018/19, com 22 gols e 11 assistências com a camisa do Lille na edição  da Ligue 1.

### Arsenal
Em 1 de agosto de 2019 assinou com o Arsenal por 80 milhões de euros.Pépé fez sua estreia no Arsenal na vitória por 1 a 0 fora de casa sobre o Newcastle United em 11 de agosto, como substituto de Reiss Nelson aos 71 minutos.Ele marcou seu primeiro gol do Arsenal, de pênalti, na vitória do time em casa por 3 a 2 sobre o Aston Villa em 22 de setembro.
Em sua primeira temporada com os Gunner's a produção de Pepe foi débil em comparação com suas contribuições para o Lille. Ele marcou seis gols e somou oito assistências em todas as competições durante seu primeiro ano com os Gunners. Seus números não foram impressionantes, mas ainda foram bons o suficiente para torná-lo o quarto maior artilheiro e o melhor em assistências na temporada 2019-20 do Arsenal.
Em três temporadas pelo Arsenal, Pépé só conseguiu fazer 27 gols em 112 jogos pelo Arsenal. Teve alguns bons momentos. Ajudou o Arsenal a conquistar a Copa da Inglaterra de 2020 e fez 16 gols em todas as competições em 2020/21. Mas nunca correspondeu às expectativas e foi titular apenas cinco vezes na temporada 2021-22 pela Premier League.

### Nice
Em 26 de agosto de 2022, o Nice apresentou Nicolas Pépé, novo número 29 firmou contrato por empréstimo de uma temporada sem opção de compra.Ele marcou seu primeiro gol de pênalti no jogo com as cores do Nice contra seu ex-clube, o Lille , onde o Nice venceu por 2–1.
Pépé fez uma boa primeira metade da temporada, marcando 8 gols em 26 partidas. Prejudicado por problemas no joelho, ele teve seu final de temporada interrompido, e ele fez apenas cinco jogos no segundo tempo. Ele deixou a Côte d'Azur com um total de 28 partidas (19 na Ligue 1, 8 na Conference League e 1 na Coupe de France).

## Seleção Nacional
Pépé recebeu sua primeira convocação em novembro de 2016. Pépé representou o elenco da Seleção Marfinense no Campeonato Africano das Nações, de 2017. Em 24 de março de 2018, em um amistoso contra o Togo, na França, Pépé marcou seu primeiro gol na primeira metade de um empate 2-2. Ele seguiu três dias depois com outro gol na vitória por 2 a 1 sobre a Moldávia.

## Títulos
Arsenal
- Copa da Inglaterra: 2019–20

Seleção Marfinense
- Campeonato Africano das Nações: 2023

### Prêmios individuais
- Equipe ideal da Ligue 1: 2018–19